# ガブリオ・カザーティ
ガブリオ・カザーティ（イタリア語: Gabrio Casati, 1798年8月2日 - 1873年11月13日）は、イタリアのイタリア統一運動時代の政治家、革命家、愛国者である。サルデーニャ王国首相を務め、ミラノの5日間では臨時政府の首班となるなど大きな役割を果たした。

## 生涯

### 青年期
ガブリオ・カザーティは1798年8月2日、ナポレオン・ボナパルトによって建国されたチザルピーナ共和国ミラノの高貴な家に生まれた。幼少期は故郷ミラノで科学や政治に関する教育を受けた。1821年から1823年にかけて、カザーティは姉のテレサ・カザーティの夫フェデリコ・コンファロニエリ（カザーティにとって義理兄）がカルボナリに参加していたため、逮捕と有罪判決を受ける。1823年12月、カザーティは姉に同行してオーストリア帝国・ウィーンに赴き、死刑判決を受けたコンファロニエリの減刑や恩赦を求め、減刑が認められた。
1837年、カザーティは義理兄がカルボナリ党員として投獄されているにも拘わらず、オーストリア帝国の公認を受けロンバルド＝ヴェネト王国の首都ミラノの市長に就任する。就任の理由はその高貴な生まれと反貴族的ではない主張、啓蒙された地元貴族やブルジョワたちとの交流などがあった。就任直後、カザーティはオーストリア帝国と合意して行政や経済面での改革を実施しミラノの近代化を目指し、1840年にはイタリア最初の鉄道であるミラノ・モンツァ鉄道の開通やミラノ市街地のガス灯の設置（1843年）などを実現した。
また、同じくミラノ出身であるカルロ・カッターネオと交流を持ち、思想面で強い影響を受けた。1844年にはオーストリア帝国を説得してイタリアの科学者会議をミラノに誘致し、またさらなる近代化のための経済・行政改革案を提案すべくウィーンに赴いたがそれはメッテルニヒに拒否された。

### ミラノの5日間
1848年には、煙草への課税などに反発した民衆がメッテルニヒの失脚を知り、オーストリア帝国支配から脱するための「ミラノの5日間」が発生する。当初、カザーティは戦争にさほど積極的ではなかったものの、カルロ・カッターネオやエンリコ・チェルヌスキらが戦争評議会を設立しオーストリア帝国相手に組織的な抵抗を開始すると、方針を切り替える。そして設立された「ミラノ臨時政府」（のちに領域が大幅に拡大し「ロンバルディア臨時政府」となる）の議長となって戦争で主導的役割を果たした。
ミラノの5日間では、臨時政府だけではオーストリア帝国には対抗できないと判断してサルデーニャ王国との合併を模索し、カルロ・アルベルトやチェザーレ・バルボ、ヴィンチェンツォ・ジョベルティなどと接触した。一方でサルデーニャ王国の拡大主義を否定するカルロ・カッターネオやジュゼッペ・フェッラーリ、エンリコ・チェルヌスキなどとは意見が対立する結果となった。
1848年5月12日、臨時政府ではロンバルディアのサルデーニャ王国への併合の是非を問う住民投票が行われ、カルロ・カッターネオなどの反対がありながらも併合が決まる（「融合　fusione」と呼ばれる)。同年7月27日、ロンバルディア地方がサルデーニャ王国に併合される。カザーティは併合されていた1848年7月27日から8月15日の20日間、サルデーニャ王国首相に就任して対オーストリア戦（第一次イタリア独立戦争）を指揮した。
しかし、サルデーニャ王国単独ではオーストリア帝国相手では不利であり、各戦闘で敗北が続くとカルロ・アルベルトはサラスコの休戦と呼ばれる休戦協定を結んだ。これは第一次イタリア独立戦争の事実上の敗戦を示すもので、カザーティはこれを認めず8月15日にサルデーニャ王国首相を辞任した。なお、歴代のサルデーニャ王国首相の中で、20日という在任期間は最も短いものであった。敗戦後、ロンバルディアはオーストリア帝国領に復帰し、カザーティはフランスのリヨンへ亡命した。

### イタリア帰国
ミラノの5日間から5年後の1853年、カザーティはサルデーニャ王国に帰国し上院議員を務めた。1859年にはアルフォンソ・フェレロ・ラ・マルモラ首相のマルモラ内閣の下で教育大臣を務め、カザーティ法と呼ばれる大衆教育に関する法案を成立させるなど、統一後のイタリア王国に続く教育システムを整えた。また政治的に大きな影響力を保持し、1865年11月8日から1867年2月13日まで、また1867年3月21日から1870年11月2日まで上院議長を務めた。その任期の間、フィレンツェからローマへの遷都に反対した。
1873年11月13日、カザーティは故郷ミラノで死亡した。